# Kkultarae

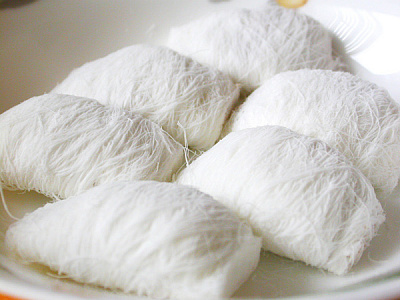
Kkultarae

Kkultarae (en coreano: 꿀타래), también conocido como torta de corte coreana, es uno de los postres de Corea hecho de finos hilos de miel y maltosa, a menudo lleno con un dulce de nuez.
Es similar a los dulces chinos llamados Barba de dragón.